# Cardiocrinum cathayanum
Cardiocrinum cathayanum är en liljeväxtart som först beskrevs av Ernest Henry Wilson, och fick sitt nu gällande namn av William Thomas Stearn. Cardiocrinum cathayanum ingår i släktet Cardiocrinum och familjen liljeväxter. Inga underarter finns listade.